# کهریزک
کَهریزک، یکی از شهرهای واقع در جنوب استان تهران که در نزدیکی اتوبان تهران به قم واقع شده‌است و از شمال به آرامگاه سید روح‌الله خمینی و بهشت زهرا می‌رسد و همچنین دسترسی سریعی به فرودگاه بین‌المللی امام خمینی و راه‌آهن دارد.
در حال حاضر از آثار تاریخی این شهر که گویای قدمت دیرینه آن باشد آثار زیادی بجای نمانده‌است، فقط بخشی از بناهای کارخانه قند کهریزک و نیز دو عمارت ییلاقی فخرالدوله قاجار در طول سالیان، از گزند حوادث به‌دور مانده‌ و هنوز پابرجاست.
کهریزک دارای چند روستا در زیر مجموعه خود است، روستاهای تبائین، قمصر، قلعه نوچمن. همچنین کهریزک نیز دارای دو شهرک است: شهرک شهدا و شهرک پیام.
شهرک شهدا
شهرک اصلی و پر جمعیت شهرستان کهریزک است که بیشتر اماکن تفریحی و مذهبی در آن قرار دارد و همچنین دارای بنای تاریخی (عمارت) قاجاریه می‌باشد. شهرک شهدا در خود چند بخش دارد که قسمت‌های نوساز و پرجمعیت آن، بخش چهار باغ شورا است.
شهرک پیام
شهرکی کم جمعیت در شهرستان کهریزک است که زمین رل و همچنین استخر شهدا در آن قسمت است، شهرک پیام همچنین بنای تاریخی دارد که اولین کارخانهٔ قند ایران است که در زمان قاجار (پنجم خرداد ۱۲۷۴ خورشیدی) تأسیس شد اما در سال ۱۳۹۸ به دستور سازمان میراث فرهنگی و آثار باستانی از فهرست آثار باستانی خط زده شد.

## مراکز تفریحی
- بوستان معراج
- بوستان چهارباغ
- بوستان بهشتی
- بوستان پاکبان
- بوستان خانواده
- پارک بانوان
- پارک لاله
- پارک مادر
- پارک تبائین
- پارک ابوالفضل صادقی
- ورزشگاه چند منظوره تختی
- ورزشگاه شهید قدیمی
- باشگاه خرم رود
- باشگاه ورزشی شنتیا
- استخر شهدا
- کتابخانه جدا

## اماکن مذهبی
- مسجد امام سجاد
- مسجد جامع خاتم الانبیا
- مسجد جامع ولیعصر
- مسجد جامع سیدالشهداء
- مسجد امام حسین
- مسجد علی ابن ابی‌طالب
- امامزادگان اسماعیل و ابراهیم
- امامزاده بی‌بی رقیه

## مراکز مهم دولتی
- ایستگاه آتش‌نشانی
- کلانتری ۱۷۰ تهران
- پدافند هوایی (شهر کهریزک)
- پزشک قانونی
- کمیته امداد
- دفتر خدمات پستی
- اداره ثبت اسناد و املاک
- اداره راهنمایی و رانندگی منطقه ۱۸
- دادگاه عمومی تهران بخش کهریزک
- شهرداری منطقه ۱۸ (کهریزک)
- ادارهٔ آب و فاضلاب کهریزک
- ادارهٔ برق کهریزک
- ادارهٔ گاز کهریزک
- ادارهٔ مخابرات